# Tehuacán (kommun)
Tehuacán är en kommun i Mexiko.   Den ligger i delstaten Puebla, i den sydöstra delen av landet, 210 km sydost om huvudstaden Mexico City.
Följande samhällen finns i Tehuacán:
- Tehuacán
- Magdalena Cuayucatepec
- Santa Cruz Acapa
- Santa Catarina Otzolotepec
- San Miguel
- Rancho Cabras
- Colonia Guadalupe
- Cristo Rey
- Los Nogales
- El Encinal
- Colonia Asunción
- Colonia 18 de Marzo
- La Asunción